# Allier (Hautes-Pyrénées)
Allier [alje] ist eine französische Gemeinde mit 441 Einwohnern (Stand 1. Januar 2022) im Département Hautes-Pyrénées in der Region Okzitanien (vor 2016: Midi-Pyrénées). Sie gehört zum Arrondissement Tarbes und zum Kanton Moyen-Adour.
Die Einwohner werden Alliérois und Alliéroises genannt.

## Geographie
Allier liegt circa acht Kilometer südöstlich von Tarbes in dessen Einzugsbereich (Aire urbaine) in der historischen Provinz Bigorre.
Umgeben wird Allier von den sechs Nachbargemeinden:
|              | Barbazan-Debat                              | Angos           |
| Salles-Adour | Kompassrose, die auf Nachbargemeinden zeigt | Montignac       |
|              | Bernac-Debat                                | Barbazan-Dessus |

Allier liegt im Einzugsgebiet des Flusses Adour. Der Canal d’Alaric, ein Seitenkanal des Adour, durchquert das Gebiet der Gemeinde mit seinen Zuflüssen, dem Ruisseau de Layet und dem Echéoux. Ebenso wird Allier vom Lassarenc, einem Nebenfluss des Arrêt-Darré, bewässert.

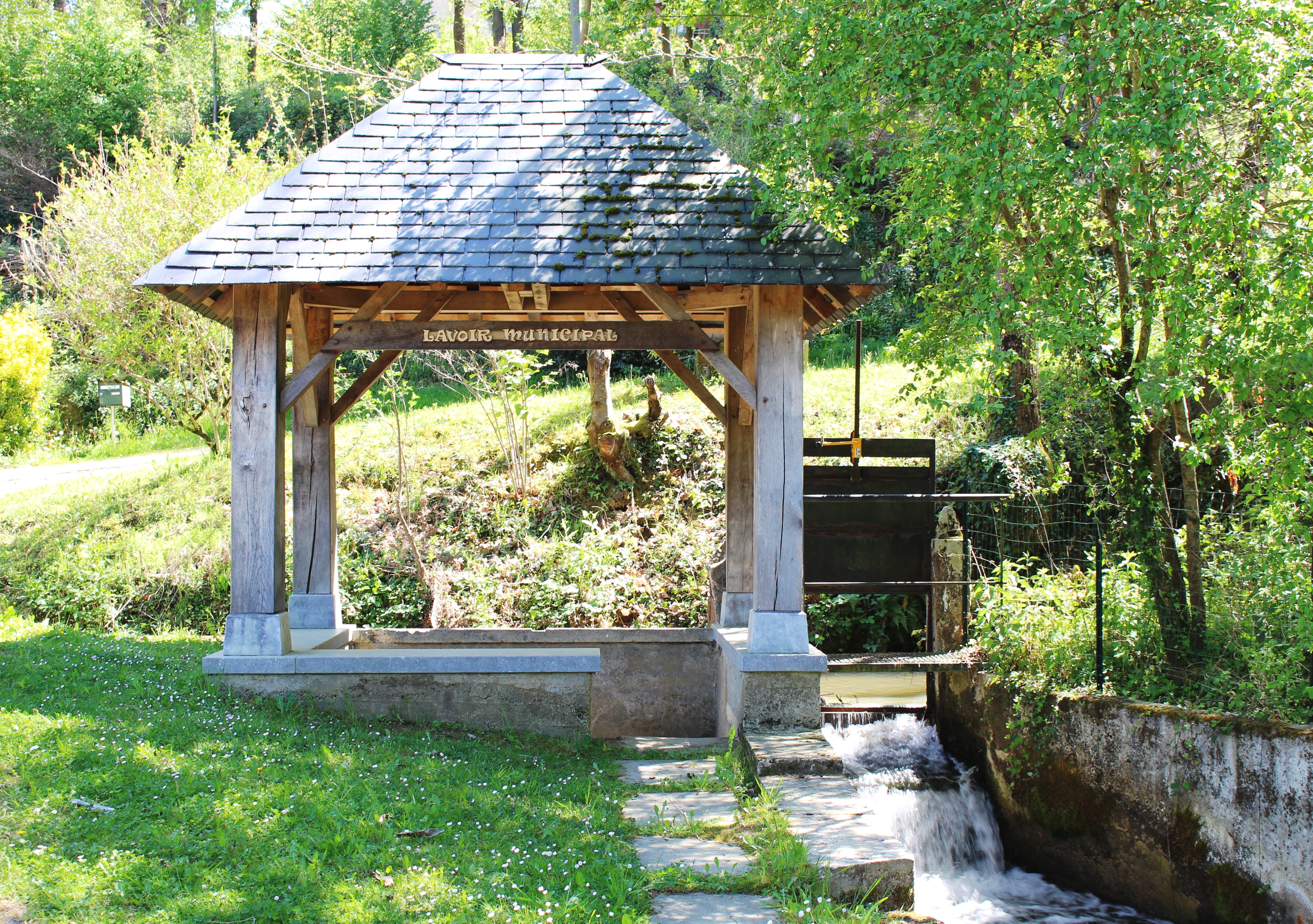
Waschhaus der Gemeinde

## Toponymie
Der okzitanische Name der Gemeinde heißt Alièr. Seine Herkunft ist unklar. Theorien gehen davon aus, dass er von einem lateinischen Namen Allarius oder Hilarius stammt. Der Spitzname der Gemeinde lautet Los pescaires (deutsch die Fischer), weil sich das Dorf am Ufer des Canal d’Alaric befindet.
- A. de Alier (gegen 1106, Kopialbuch der Abtei von Saint-Pé-de-Bigorre),
- D-Alierr, D-Alier und Alier (12. Jahrhundert, Kopialbuch der Grafschaft Bigorre),
- Alier (gegen 1200–1230, Kopialbuch der Grafschaft Bigorre),
- De Alierrio (1313, Steuerliste Debita regi Navarre),
- De Alierio (1342, Kirchenregister des Bistums Tarbes),
- Alier (1429, Zensusliste der Grafschaft Bigorre),
- Sanctus Petrus de Lierio (1760, Kirchenregister des Bistums Tarbes),
- Allier (1750, Karte von Cassini).[4][5]

## Einwohnerentwicklung

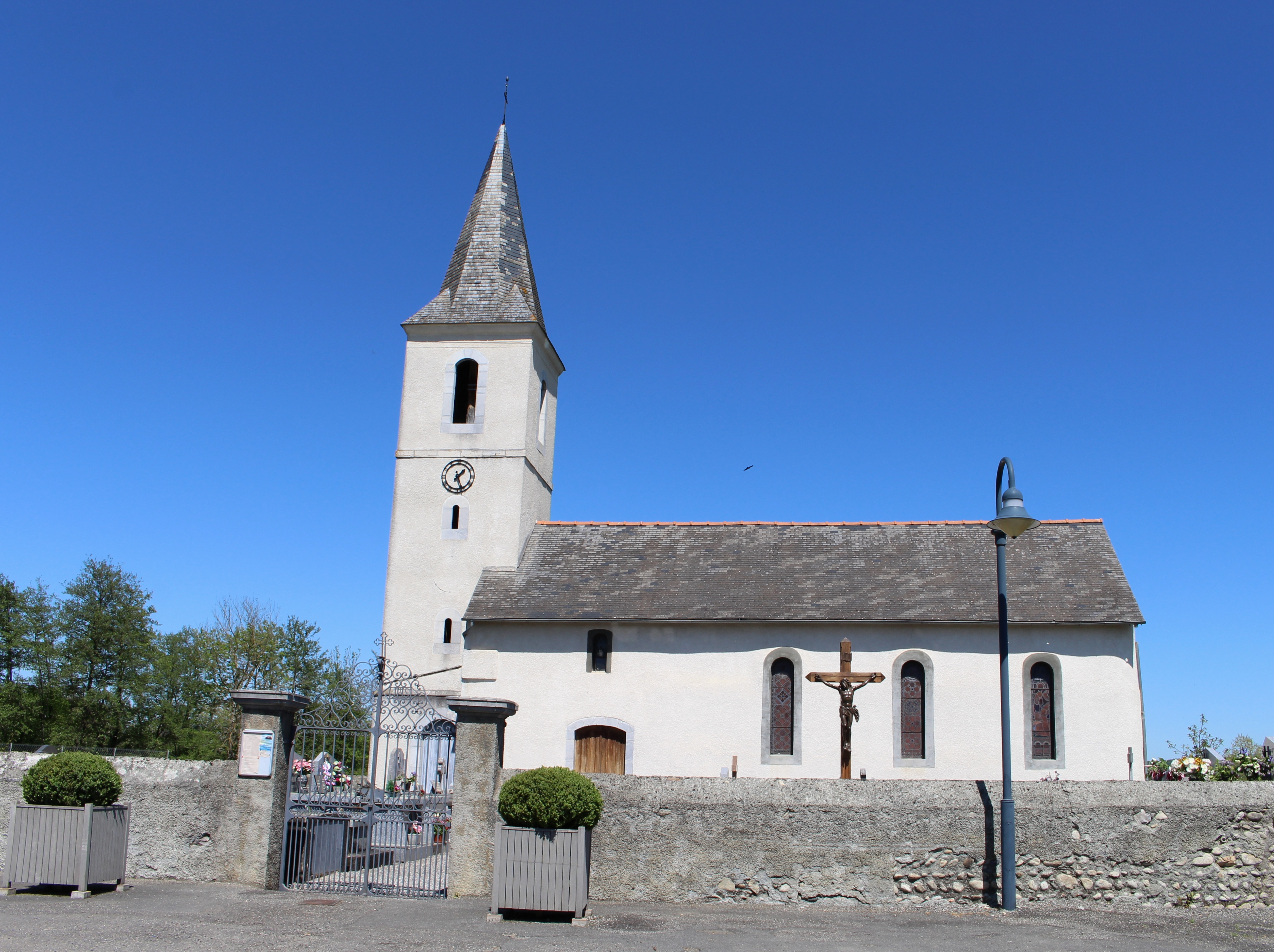
Pfarrkirche Saint-Pierre

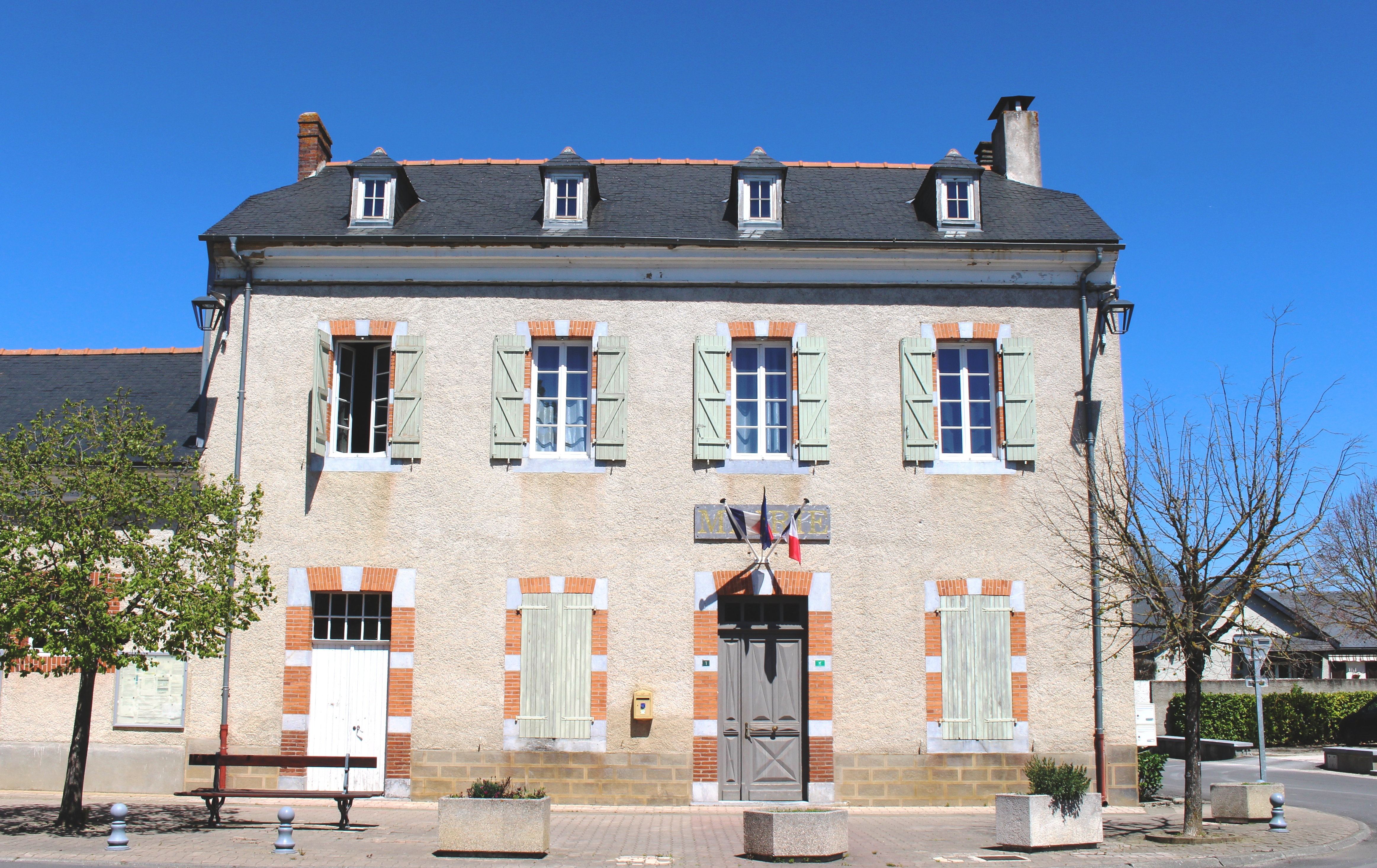
Mairie (Rathaus)

Nach Beginn der Aufzeichnungen stieg die Einwohnerzahl bis zur ersten Hälfte des 19. Jahrhunderts auf einen ersten Höchststand von rund 225. In der Folgezeit sank die Größe der Gemeinde bei kurzen Erholungsphasen bis zu den 1950er Jahren auf rund 100 Einwohner, bis in den 1970er Jahren eine Phase starken Wachstums einsetzte, die bis heute anhält.
| Jahr      | 1962 | 1968 | 1975 | 1982 | 1990 | 1999 | 2006 | 2011 | 2022 |
| --------- | ---- | ---- | ---- | ---- | ---- | ---- | ---- | ---- | ---- |
| Einwohner | 106  | 106  | 194  | 232  | 220  | 264  | 337  | 383  | 441  |

## Sehenswürdigkeiten
- Pfarrkirche Saint-Pierre

## Wirtschaft und Infrastruktur
Allier liegt in den Zonen AOC der Schweinerasse Porc noir de Bigorre und des Schinkens Jambon noir de Bigorre.

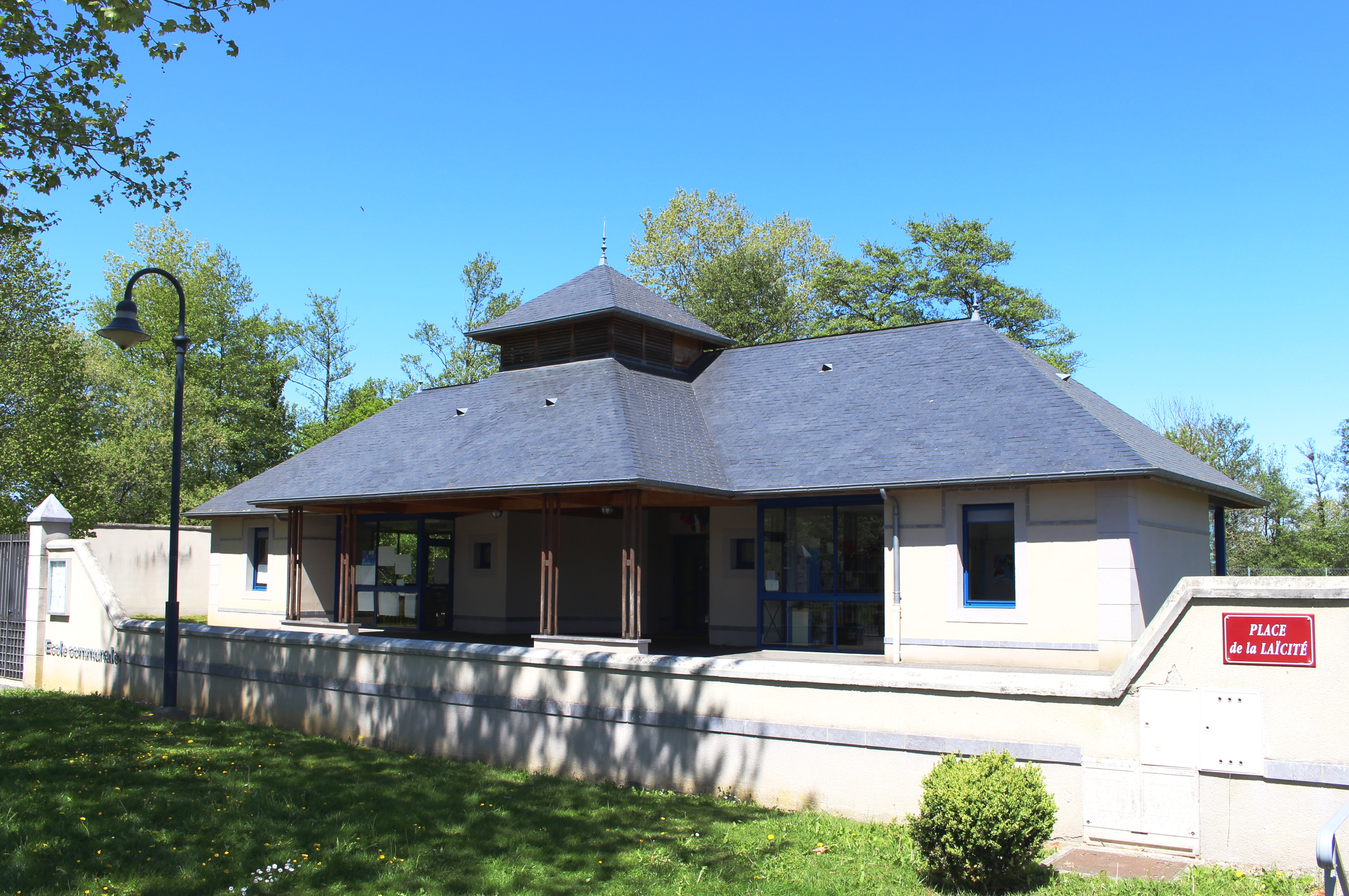
Grundschule in Allier

### Bildung
Die Gemeinde verfügt über eine öffentliche Grundschule mit 26 Schülerinnen und Schülern im Schuljahr 2019/2020.

### Verkehr
Allier ist erreichbar über die Routes départementales 16 und 119.